# Meconopsis autumnalis
Meconopsis autumnalis är en vallmoväxtart som beskrevs av P.A.Egan. Meconopsis autumnalis ingår i släktet bergvallmor, och familjen vallmoväxter. Inga underarter finns listade i Catalogue of Life.